# Lena Dürr
Pour les articles homonymes, voir Durr.
Lena Dürr, née le 4 août 1991 à Munich, est une skieuse alpine allemande. Sa discipline de prédilection est le slalom, discipline où elle obtient sa première victoire le 29 janvier 2013 lors du City Event de Moscou, avant dix ans jour pour jour plus tard, de s'imposer dans le slalom de Špindlerův Mlýn. 

## Biographie
Elle est la sœur cadette de Katharina Dürr et la fille de Peter Dürr, aussi skieurs de haut niveau.
Licenciée au club SV Germering, elle prend part à ses premières compétitions internationales lors de la saison 2006-2007. L'hiver suivant, elle démarre dans la Coupe d'Europe à Lenggries, où elle prend la quatrième place sur le deuxième slalom.
Alors âgée de seize ans, l’Allemande fait sa première apparition en Coupe du monde en février 2008 à l'occasion d'un slalom organisé à Zagreb. Elle marque ses premiers points en décembre 2009 à Lienz avec une 25e place en slalom géant, avant d'améliorer cette performance à Maribor, où elle finit le slalom géant au neuvième rang. Lors des Mondiaux junior 2010 organisés au Mont-Blanc, elle remporte une médaille d'argent en slalom géant, épreuve gagnée par Mona Løseth. La même saison, elle devient gagnante de la Coupe d'Europe, gagnant deux manches de slalom géant et manque de peu la qualification olympique. En 2010-2011, elle est promue dans l'équipe pour la Coupe du monde pour figurer régulièrement dans le top trente et reçoit sa première sélection en championnat du monde à Garmisch-Partenkirchen, en Allemagne. 
Dürr obtient de meilleurs résultats dans la discipline du slalom en 2011-2012, entrant dans le top dix trois fois, dont une sixième place à Ofterschwang. Elle achève sa saison par trois victoires aux Championnats d'Allemagne, sur le super-combiné, la descente et le super G.
Aux Championnats du monde 2013, elle obtient une médaille de bronze au slalom parallèle par équipes. 
Elle remporte sa première victoire en Coupe du monde à l'âge de 21 ans le 29 janvier 2013, lors du City Event de Moscou (slalom parallèle), devançant toutes les favorites. En plus des épreuves techniques, elle s'aventure aussi en combiné et super G, disciplines, où elle inscrit des points dans la Coupe du monde cet hiver et gagne une compétition par équipes à Lenzerheide.
En 2014, elle échoue dans son objectif de qualification aux Jeux olympiques, étant bien moins classée en Coupe du monde. Lors des Championnats du monde 2015, elle prend la treizième place sur le slalom.
Elle connaît sa première sélection olympique en 2018, mais ne termine pas le slalom. Un an plus tard, elle se classe onzième du slalom des Championnats du monde à Åre. Elle retrouve le top dix en 2019-2020, avec une sixième place au slalom de Lienz.
Elle remporte une deuxième médaille de bronze par équipe lors de l'édition 2021 des Championnats du monde à Cortina d'Ampezzo. Cette récompense coïncide avec son retour dans le top dix mondial en slalom dans la Coupe du monde, terminant sixième au classement final, et quatrième au mieux sur une manche à Åre, soit son meilleur résultat sur un slalom.
À partir de 2012, elle a entretenu une relation amoureuse avec le skieur Fritz Dopfer.
À 31 ans, lors de la saison 2022-2023 revenue depuis l'hiver précédent parmi les sept meilleures slalomeuses au monde où elle multiplie les podiums,  Lena Dürr finit par remporter le neuvième slalom de la saison, à Špindlerův Mlýn, en réussissant  à devancer de 6/100e de seconde la numéro 1 mondiale Mikaela Shiffrin qui visait là le record de 86 victoires d'Ingemar Stenmark. Ce deuxième succès en Coupe du monde intervient pour la skieuse allemande dix ans jour pour jour après sa victoire dans le City Event de Moscou.

## Palmarès

### Jeux olympiques
| Édition / Épreuve   | Slalom  | Team event |
| ------------------- | ------- | ---------- |
| JO 2018 Pyeongchang | Abandon | -          |
| JO 2022 Pékin       | 4e      | Argent     |

### Championnats du monde
| Épreuve / Édition | Garmisch-Partenkirchen 2011 | Schladming 2013 | Beaver Creek 2015 | Saint-Moritz 2017 | Åre 2019 | Cortina 2021 | Courchevel-Méribel 2023 |
| Slalom géant      | 18e                         | Abandon         |                   | 26e               |          |              |                         |
| Super G           | -                           | 30e             |                   |                   |          |              |                         |
| Slalom            | -                           | 21e             | 13e               | 18e               | 11e      | 14e          | Bronze                  |
| Parallèle         | -                           |                 |                   |                   |          | Premier tour |                         |
| Par équipes       | -                           | Bronze          |                   | 9e                | 4e       | Bronze       |                         |

### Coupe du monde
- Meilleur classement général : 17e en 2022.
- 17 podiums, dont 2 victoires.
- 7 podiums en compétition par équipes, dont 1 victoire.

#### Détail des victoires
| Édition / Épreuve | Slalom          | City Event | Total |
| 2012-2013         |                 | Moscou     | 1     |
| 2022-2023         | Spindleruv Mlyn |            | 1     |
| Total             | 1               | 1          | 2     |

#### Classements en Coupe du monde
| Année/Classement | Année/Classement | Général | Général | Descente | Descente | Slalom | Slalom | Slalom géant | Slalom géant | Super G | Super G | Combiné | Combiné | Parallèle | Parallèle |
| ---------------- | ---------------- | ------- | ------- | -------- | -------- | ------ | ------ | ------------ | ------------ | ------- | ------- | ------- | ------- | --------- | --------- |
| Année/Classement | Année/Classement | Class.  | Points  | Class.   | Points   | Class. | Points | Class.       | Points       | Class.  | Points  | Class.  | Points  | Class.    | Points    |
| 2009-2010        | 2009-2010        | 88e     | 45      | -        | -        | 49e    | 10     | 32e          | 35           | -       | -       | -       | -       | -         | -         |
| 2010-2011        | 2010-2011        | 69e     | 73      | -        | -        | 44e    | 18     | 24e          | 55           | -       | -       | -       | -       | -         | -         |
| 2011-2012        | 2011-2012        | 28e     | 291     | -        | -        | 12e    | 197    | 23e          | 88           | -       | -       | 32e     | 6       | -         | -         |
| 2012-2013        | 2012-2013        | 24e     | 314     | -        | -        | 11e    | 216    | 34e          | 36           | 33e     | 22      | 10e     | 44      | -         | -         |
| 2013-2014        | 2013-2014        | 90e     | 27      | -        | -        | 35e    | 27     | -            | -            | -       | -       | -       | -       | -         | -         |
| 2014-2015        | 2014-2015        | 55e     | 113     | -        | -        | 21e    | 113    | -            | -            | -       | -       | -       | -       | -         | -         |
| 2015-2016        | 2015-2016        | 62e     | 105     | -        | -        | 22e    | 92     | 43e          | 13           | -       | -       | -       | -       | -         | -         |
| 2016-2017        | 2016-2017        | 42e     | 180     | -        | -        | 19e    | 130    | 42e          | 10           | 49e     | 8       | 18e     | 32      | -         | -         |
| 2017-2018        | 2017-2018        | 51e     | 163     | -        | -        | 18e    | 163    | -            | -            | -       | -       | -       | -       | -         | -         |
| 2018-2019        | 2018-2019        | 51e     | 136     | -        | -        | 16e    | 136    | -            | -            | -       | -       | -       | -       | -         | -         |
| 2019-2020        | 2019-2020        | 50e     | 121     | -        | -        | 15e    | 84     | 35e          | 21           | -       | -       | 27e     | 16      | -         | -         |
| 2020-2021        | 2020-2021        | 27e     | 244     | -        | -        | 6e     | 235    | -            | -            | -       | -       | -       | -       | 22e       | 9         |
| 2021-2022        | 2021-2022        | 17e     | 473     | -        | -        | 3e     | 437    | -            | -            | -       | -       | -       | -       | 7e        | 36        |

### Championnats du monde junior
- Médaillée d'argent en slalom géant en 2010 au Mont-Blanc.

### Coupe d'Europe
- Gagnante du classement général en 2010[5].
- 11 podiums, dont 3 victoires (2 en slalom géant et 1 en slalom).

### Championnats d'Allemagne
- Championne de slalom en 2016 et 2019.
- Championne de super G en 2012.
- Championne de descente en 2019 et 2012.
- Championne de combiné en 2010 et 2012.